# Montana montana
Montana montana är en insektsart som först beskrevs av Vincenz Kollar 1833.  Montana montana ingår i släktet Montana och familjen vårtbitare.

## Underarter
Arten delas in i följande underarter:
- M. m. milae
- M. m. montana